# 鼠刺
鼠刺（学名：Itea chinensis），为虎耳草科鼠刺属下的一个植物种。